# 高旭 (清朝詩人)
高旭（1877年—1925年），字天梅，又字慧云，號劍公、又号钝剑、江南快剑，男，江苏省松江府金山县人，中國近代詩人，南社的三个創始人之一。他早年傾向維新變法，后来轉向支持革命，与柳亞子、陳去病等創立南社。卷入曹锟賄選事件使他晚年名聲不保，詩文由其弟高基编為《天梅遺集》。

## 生平
高旭于1877年出生于江苏省松江府金山县张堰镇，家境良好。他7岁进学，13岁攻诗文，后来又师从顾莲芳和庄瘦岑。1898年康梁领导维新变法后，他在思想上成为积极拥护者。他积极阅读《清议报》等维新报刊，并在《清议报》、《新民丛报》、《新小说》、《选报》、《政艺通报》等刊物上写诗鼓吹变法。1903年，高旭的思想开始向资产阶级革命派靠拢，10月，与叔父高燮和弟弟高增创办觉民社。1904年，他赴上海，开始与陈去病、刘光汉等人交往，这时他已彻底摈弃了改良主义，宣扬民主革命，同年，妻子周红梅病逝。
1904年秋，高旭东渡日本，就读于法政大学，接触了卢梭的《社会契约论》、美国独立宣言以及达尔文的进化论，年底结识了流亡日本的陈天华、宋教仁等。1905年，他接收已休刊的《觉民》、《江苏》杂志，创立了新刊《醒狮》，该刊成为同盟会《民报》创刊前宣扬革命的一面旗帜。1905年8月，同盟会成立，高旭成为第一批成员之一，担任江苏省主盟人。年末为响应东京留学生针对日政府《取缔清留学生规则》的抗议，停学回国。次年初，与归国留学生发起中国公学，但马上与朱少屏宣布退出，原因是该组织管理混乱，并另组健行公学。柳亚子这时加入同盟会，并成为健行公学的国文教席。高旭通过马君武等人联系各地革命党，使得健行公学成为东南地区的革命活动中心。健行公学的活动引起了两江总督端方的注意，高旭只得于1906年末被迫将其解散，不久又在留溪创办了钦明女校。
1907春年，高旭与陈去病、朱少屏、沈道非、刘季平五人自上海赴苏州游览，经虎丘等地，追慕张国维抗清事迹，后把此次游历所创诗词辑为《吴门纪游》，柳亚子收到诗集后还曾大作和诗。同年秋天，高旭等参加了陈去病发起的神交社成立活动。次年一月，陈去病设宴欢迎自日本回国的刘师培，高旭等再次集会。此后，高旭同原健行公学的同仁交往日密，并曾与柳亚子、陈道一等商谈南社成立事宜。1909年10月17日，高旭在《民吁日报》发表《南社启》，11月13日，虎丘张国维祠举行集会，南社正式成立，但高旭因儿子生病未能参加。次年秋，高旭与亲友同游南京白门，所作诗词后来结集为《白门悲秋集》。
1912年，高旭获选众议院议员来到北京，但后因不愿与袁世凯合作而南下。1916年袁死后，高旭等再度上京，但国会终于再被解散，高旭只得再度离开。1917年高旭赴广东参加非常国会。之后发生陈炯明炮轰孙文寓所事件，高旭对孙用武力镇压粤军颇感不满。1923年夏，高旭同一些议员南下，然而后来国会开会，高旭重又返京。家乡人劝他离京，高旭回信说：
|  | 金山教育公会： 诵来电，敬悉。政变陡兴，是非淆乱。曹锟欲用金钱贿买总统，罪大恶极，令人发指。所幸投票之权实操诸我，旭之铁腕尚在也。所以迟迟未即南行者，特以次之倡国会南迁论者，乃竟合全国所唾弃之安福、政学两系为一气，深恐故态复作，故郑重考量耳！非绝对不南旋也。至人格之保存与丧失，以留京赴沪定之，要非探本之论矣。 辱承教，愚敢布区区。 |

信的内容完全是指斥曹锟,并说明自己之所以待在北京,就是想尽力把国会迁到南方,击败曹锟等人的阴谋。
10月4日，举行大选投票。10月10日，上海《申报》、《民国日报》公布了参加贿选者名单，高旭就在名单公布的550人之中（投票给曹锟者实际只有480人，且两份报纸都未能列明根据，故研究者郭长海结合高旭之前的信件及其他表现认为高旭可能实际并未参加贿选，而北京的政治高压使他无法为自己辩驳） 。柳亚子当即发电报说：“骇闻被卖，请从此割席。廿载旧交，哭君无泪，可奈何”。之后，南社社员田桐发表了《致南社社友书》，建议把参加贿选的19名南社成员（包括高旭）开除出社，汪精卫、于右任、陈巢南、柳亚子、叶处伦、邵力子、胡朴安等23人同意了该提议。1924年冬，高旭返乡，酗酒度日，次年七夕病卒。

## 家庭
出生自金山高氏，叔父高燮，弟弟高增，侄子高锟，妻子周红梅。

## 创作与思想
高旭少时就自视甚高，曾自比屈原、李白，自谓“屈原捐者青莲狂，我于其间必翱翔”、“我是青莲今在世，谪下人间”。早期的诗中有不少是悼念维新志士的，如《读<谭壮飞先生传>》、《吊烈士唐才常》等等，也有很多民族主义的宣泄：“忆昔指挥候承祖，力排外族丹心苦。率卫官拜明祖前，放生大哭泪如雨”、“格杀丑类五百人，短刀巷战愤切齿。大事毕失吃一刀，滚滚头颅好男子。为种流血愤切齿，激起汉族奴隶耻。”维新变法之后，高旭从单纯的民族主义转为对变法的热切歌颂，高唱“南海真吾师””（《书南海先生《与张之洞书》后，即步其《赠佐佐友房君》韵》）。唐才常起义被镇压后，他学过一段时间佛学，写过一些佛理诗，如“细读华严经，始觉昔年误 。面壁参平等，焚香消外惧”（《暮春杂咏》）。章炳麟、邹容被捕后，他曾撰《海上大风潮起作歌》歌颂二人“笔舌突过汗马劳”、“伟人姓名全球标”。后来他对维新党彻底失望，作《中国八大奴隶歌》将康梁斥为奴隶。
在新思潮的影响下，高旭对儒家的伦理产生怀疑，曾作《不肖》一诗，提倡“我说为文者，断勿肖其祖；我说为子者，断勿肖其父”，留学日本之后，更是系统地接受了西方的天赋人权与民主自由、平等观。列强瓜分中国加剧，激起高旭的愤慨：“回首神州叹陆沉，拔剑祈地空悲愤”（《祖东二月，闻国中大狱又起。酒酣耳热，引吭为歌，亦变征之声也》）。1906年9月，高旭在健行公学伪造了《石达开遗诗》二十首，付印一千册，意图激发民气。1909年安重根刺杀伊藤博文后，高旭写诗抒发自己的快意：“饭依荆聂无他愿，一剑能挡十万师。”（《感韩人安重根事次道非见怀诗韵》），思想更为激进。
辛亥革命后，高旭的思想变得更加复杂。他对早期的激进思想有过反省：“一曲清歌两行泪，可能唤醒国人无?”他对文坛各派有了更全面的看法，曾与艳体诗人易顺鼎相唱和，称赞他“性耽尤物老堪娱”，“放诞风流与俗殊”；还结交了同光体诗人郑孝胥，称其“又为凄咽清苦之音气”。他写了不少诗句抒发个人的失意，比如：“客中寂历我何堪”、“惆怅髯苏窜岭南”。
高旭写诗喜用歌行体，常用长短不一的语句，受龚自珍、梁启超、黄遵宪等人影响较深，气势奔放，但也常被批评过于粗陋浅率。高旭的词数量不多，但功力较深，叶遐庵曾评之为“如愿如慕”。
| 桃源忆故人·和无闷韵，即答                                                                                                 |
| --- |
| 斜阳影里伤心赋， 默对痴天无语。 泪湿暮云春树， 重认分携处。 东风无赖添愁绪， 零落乱红南数。 落时犹自争飞舞， 青鸟休衔去。 |